# Yume Miyamoto
Yume Miyamoto (宮本侑芽 Miyamoto Yume?, Prefectura de Fukuoka, 22 de enero de 1997) es una actriz y seiyū japonesa afiliada a Himawari Theatre Group. Es conocida por sus papeles de Rumia Tingel en Roku de Nashi Majutsu Kōshi to Akashic Records y Rikka Takarada en SSSS.Gridman. También prestó su voz a Lilo en el doblaje japonés de la serie de dibujos animados Lilo y Stitch: La Serie. También interpretó el papel como voz de Magine en Kikai Sentai Zenkaiger.

## Biografía
Miyamoto nació en Fukuoka el 22 de enero de 1997. Se afilió a Himawari Theatre Group a la edad de cuatro años, y se mudó a Tokio a la edad de seis para continuar su carrera como actriz. Debutó como actriz en el programa de televisión Hamidashikeiji Jounetsukei, y luego aparecería en la serie Ai no Ie: Nakimushi Sato to 7-Ri no Ko a la edad de seis años. Continuó actuando en dramas de televisión y películas, como apareciendo en un episodio del drama de televisión japonés Socrates in Love. Interpretó el personaje de Lilo en el doblaje japonés de Lilo y Stitch: La Serie.
En 2013, Miyamoto interpretó su primer papel principal en una serie de anime como Megumi Amatsuka en GJ-bu. Miyamoto y Maaya Uchida interpretaron el primer tema de cierre de la serie "I Wish (Tokimeki no Mahou) (I wish ~ときめきの魔法~?), y Miyamoto, Uchida, Suzuko Mimori y Chika Arakawa interpretaron el cuarto tema de cierre de la serie "Hashiridasou!" (走りだそう！?).
En 2016, Miyamoto interpretó el papel de Mahiru Kasumi en la franquicia multimedia Aikatsu Stars!. En 2017, interpretó el papel de Rumia Tingel en la serie de anime Roku de Nashi Majutsu Kōshi to Akashic Records. Miyamoto, Akane Fujita y Ari Ozawa interpretaron el tema de cierre de la serie "Precious You".
En 2021, pasó con éxito la audición para el papel como la voz de Magine en el último drama de tokusatsu de 2021, Kikai Sentai Zenkaiger como protagonista femenina. Este es el regreso de Yume Miyamoto al drama de acción en vivo desde 2012 a pesar de que consiguió el papel para la voz del personaje.

## Filmografía
Los papeles principales están en negrita

### Anime

#### Series de televisión
| Año  | Título                                                                  | Rol                              | Refs.         |
| ---- | ----------------------------------------------------------------------- | -------------------------------- | ------------- |
| 2005 | Capeta                                                                  | Monami Suzuki                    | [ 5 ]         |
| 2005 | Sugar Sugar Rune                                                        | Sophia Takigawa                  | [ 13 ]        |
| 2005 | Mushishi                                                                | Ito, Mayu, Mushi                 | [ 13 ]        |
| 2006 | Ghost Hunt                                                              | Ayami Morishita                  | [ 13 ]        |
| 2008 | Rental Magica                                                           | Chica dragón                     | [ 13 ]        |
| 2011 | Infinite Stratos                                                        | Chica                            | [ 13 ]        |
| 2012 | Sakamichi no Apollon                                                    | Chica, Sachiko                   | [ 13 ]        |
| 2013 | GJ-bu                                                                   | Megumi Amatsuka                  | [ 7 ]         |
| 2016 | Aikatsu Stars!                                                          | Mahiru Kasumi                    | [ 10 ]        |
| 2017 | Roku de Nashi Majutsu Kōshi to Akashic Records                          | Rumia Tingel                     | [ 11 ]        |
| 2018 | Sunohara-sou no Kanrinin-san                                            | Yuri Kazami                      | [ 14 ] [ 15 ] |
| 2018 | SSSS.Gridman                                                            | Rikka Takarada                   | [ 16 ]        |
| 2019 | Bermuda Triangle: Colorful Pastrale                                     | Adele                            | [ 17 ]        |
| 2019 | Dororo                                                                  | Okowa                            | [ 18 ]        |
| 2020 | ID: Invaded                                                             | Kaeru/Kiki Asukai                | [ 18 ]        |
| 2020 | Murenase! Seton Gakuen                                                  | Hitomi Hino                      | [ 19 ]        |
| 2020 | Yesterday wo Utatte                                                     | Haru Nonoka                      | [ 20 ]        |
| 2020 | Tamayomi                                                                | Rei Okada                        | [ 21 ]        |
| 2020 | Maō Gakuin no Futekigōsha                                               | Xia Minsheng                     | [ 22 ]        |
| 2021 | Godzilla Singular Point                                                 | Mei Kamino                       | [ 23 ]        |
| 2021 | Mashiro no Oto                                                          | Shuri Maeda                      | [ 24 ]        |
| 2021 | Blue Period                                                             | Maki Kuwana                      | [ 25 ]        |
| 2021 | Taishou Otome Otogibanashi                                              | Tamako Shima                     | [ 26 ]        |
| 2022 | Karakai Jōzu no Takagi-san 3                                            | Chi                              | [ 27 ]        |
| 2022 | Vanitas no Karte Part 2                                                 | Maria                            | [ 28 ]        |
| 2022 | Tomodachi Game                                                          | Shiho Sawaragi                   | [ 29 ]        |
| 2022 | Kuro no Shōkanshi                                                       | Rion                             | [ 30 ]        |
| 2022 | Kidou Senshi Gundam: Suisei no Majo                                     | Nika Nanaura                     | [ 31 ]        |
| 2023 | Buddy Daddies                                                           | Kotori                           | [ 32 ]        |
| 2023 | Maō Gakuin no Futekigōsha II                                            | Xia Minsheng                     |               |
| 2023 | Mō Ippon!                                                               | Yuuri Hazuki                     | [ 33 ]        |
| 2023 | Hikari no Ō                                                             | Hotaru                           | [ 34 ]        |
| 2023 | Kuma Kuma Kuma Bear Punch!                                              | Tirumina                         | [ 35 ]        |
| 2023 | Kawaisugi Crisis                                                        | Rasta Cole                       | [ 36 ]        |
| 2023 | Kidou Senshi Gundam: Suisei no Majo Season 2                            | Nika Nanaura                     |               |
| 2023 | Kanojo ga Kōshaku-Tei ni Itta Riyū                                      | Raeliana McMillan/Rinko Hanasaki | [ 37 ]        |
| 2023 | AI no Idenshi                                                           | Risa Higuchi                     | [ 38 ]        |
| 2024 | Mato Seihei no Slave                                                    | Himari Azuma                     | [ 39 ]        |
| 2024 | Yūki Bakuhatsu Bang Bravern                                             | Hibiki Riō                       | [ 40 ]        |
| 2024 | Metallic Rouge                                                          | Rouge Redstar                    | [ 41 ]        |
| 2024 | Snack Basue                                                             | Kosame                           | [ 42 ]        |
| 2024 | Karasu wa Aruji wo Erabanai                                             | Kōme                             | [ 43 ]        |
| 2024 | Maō Gakuin no Futekigōsha II Part 2                                     | Xia Minsheng                     |               |
| 2024 | Shōshimin Series                                                        | Tokiko Nakamaru                  | [ 44 ]        |
| 2025 | Kono Kaisha ni Suki na Hito ga Imasu                                    | Yui Mitsuya                      | [ 45 ]        |
| 2025 | Botsuraku Yotei no Kizoku dakedo, Hima datta kara Mahō wo Kiwamete Mita | Reina                            | [ 46 ]        |
| 2025 | Anne Shirley                                                            | Diana Barry                      | [ 47 ]        |
| 2025 | Witch Watch                                                             | An Nikura                        | [ 48 ]        |
| 2025 | Shōshimin Series 2nd Season                                             | Tokiko Nakamaru                  | [ 49 ]        |
| 2025 | Ame to Kimi to                                                          | Arata                            | [ 50 ]        |
| 2025 | Ruri no Hōseki                                                          | Yōko Imari                       | [ 51 ]        |
| 2026 | Mato Seihei no Slave 2                                                  | Himari Azuma                     | [ 52 ]        |
| —    | Heroine? Seijo? Iie, All Works Maid desu (ko)!                          | Melody Wave                      | [ 53 ]        |

#### Películas
| Año  | Título                      | Rol                              | Refs.  |
| ---- | --------------------------- | -------------------------------- | ------ |
| 2007 | El verano de Coo            | Compañera del jardín de infancia | [ 18 ] |
| 2019 | Fragtime                    | Haruka Murakami                  | [ 54 ] |
| 2020 | Joze to Tora to Sakanatachi | Mai Ninomiya                     | [ 55 ] |
| 2023 | Gridman Universe            | Rikka Takarada                   | [ 56 ] |

#### ONAs
| Año  | Título                                   | Rol           | Refs.  |
| ---- | ---------------------------------------- | ------------- | ------ |
| 2020 | Yesterday wo Utatte: Haishin-ban Episode | Haru Nonoka   | [ 18 ] |
| 2022 | Lupin Zero                               | Marinal       |        |
| 2024 | Garōden: The Way of the Lone Wolf        | Chisaki Shino | [ 57 ] |

#### OVAs
| Año  | Título                      | Rol | Refs.  |
| ---- | --------------------------- | --- | ------ |
| 2017 | Kingdom Hearts χ Back Cover | Ava | [ 18 ] |

### Videojuegos
| Año  | Título                                       | Rol                                     | Refs.  |
| ---- | -------------------------------------------- | --------------------------------------- | ------ |
| 2017 | Kingdom Hearts HD 2.8 Final Chapter Prologue | Ava                                     |        |
| 2018 | Kantai Collection                            | Minegumo, Nisshin, Abyssal Sun Princess | [ 58 ] |
| 2021 | The Caligula Effect 2                        | Kiriko Miyasako                         | [ 59 ] |
| 2021 | Phantasy Star Online 2: New Genesis          | Manon                                   | [ 60 ] |
| 2021 | Azur Lane                                    | Rikka Takarada                          | [ 61 ] |
| 2022 | Stranger of Paradise: Final Fantasy Origin   | Princesa Sarah                          | [ 62 ] |

### Drama de televisión
- Hamidashikeiji Jounetsukei (2003)[5]
- Ai no Ie: Nakimushi Sato to 7-Ri no Ko (2003)[5]
- Socrates in Love (2004)[5]
- Ryōmaden (2010) como Kimie[2]
- Kikai Sentai Zenkaiger (2021) como Magine / Zenkai Magine[63]

### Películas de imagen real y otros doblajes
- Cinderella Man como Rosemarie "Rosy" Braddock[64]
- Flightplan como Julia Pratt[65]
- Lilo y Stitch: La Serie como Lilo[6]